# 吉列特 (亞利桑那州)
吉列特（英語：Gillett）是位於美國亞利桑那州亞瓦派縣的一個非建制地區。該地的面積和人口皆未知。

## 地理
吉列特的座標為34°01′08″N 112°09′49″W / 34.01889°N 112.16361°W，而該地的平均海拔高度為539米（即1834英尺）。